# Муниципальное образование «Аляты»
Муниципа́льное образова́ние «Аля́ты» — муниципальное образование со статусом сельского поселения в Аларском районе Иркутской области России.
Административный центр — село Аляты.

## Население
| 2010 | 2011 | 2012 | 2013 | 2014 | 2015 | 2016 |
| ---- | ---- | ---- | ---- | ---- | ---- | ---- |
| 923  | ↘920 | ↘905 | ↘870 | ↘864 | ↘851 | ↘833 |
| 2017 |      |      |      |      |      |      |
| ↘823 |      |      |      |      |      |      |

## Состав сельского поселения
| № | Населённый пункт | Тип населённого пункта       | Население |
| - | ---------------- | ---------------------------- | --------- |
| 1 | Аляты            | село, административный центр | ↘730      |
| 2 | Высотская        | деревня                      | ↘84       |
| 3 | Мардай           | деревня                      | ↘18       |
| 4 | Халты            | деревня                      | ↗33       |
| 5 | Чухлинская       | деревня                      | →40       |

### Упразднённые населённые пункты[8]
- деревня Большеусовская